# 青綠鸚嘴魚
青綠鸚嘴魚，為輻鰭魚綱鱸形目隆頭魚亞目鸚哥魚科的其中一種，發現於西印度洋區的模里西斯、馬達加斯加、桑吉巴、南非納塔爾海域，體長可達50公分，棲息在岩礁區海域，以藻類為食，可做為食用魚及觀賞魚。